# Mexicope sushara
Mexicope sushara är en kräftdjursart som beskrevs av Bruce2004. Mexicope sushara ingår i släktet Mexicope och familjen Acanthaspidiidae.
Artens utbredningsområde är havet kring Nya Zeeland. Inga underarter finns listade i Catalogue of Life.